# Orthonama areolaria
Orthonama areolaria là một loài bướm đêm trong họ Geometridae.